# Каменское (Ярославская область)
Каменское — деревня в Большесельском сельском поселении Большесельского района Ярославской области.

## География
Деревня находится в центре района на расстоянии 5,5 км к востоку от районного центра Большое Село. Она стоит на автомобильной дороге из Ярославля на Большое Село. Деревня расположена недалеко от устья реки Чернятки, правого притока Юхоти, на возвышенности, склоны которой спускаются к Чернятке и Юхоти, и удалена на расстояние около 500 м от правого берега Юхоти и правого берега Чернятки. На расстоянии около 1,5 км к северо-востоку от Каменского на другом берегу Чернятки и также на возвышенности, на некотором удалении от берега стоит деревня Уткино. А на расстоянии 2 км к востоку, вверх по Юхоти стоит деревня Прокшино. На противоположном берегу Юхоти, на расстоянии около 1 км к югу и юго-востоку стоит деревня Ушаково, к ней через Юхоть в устье Чернятки переброшен мост.

## История
Церковь в селе была построена в 1702 году и заключала в себе три престола: Воскресения Христова, Казанской Божьей Матери, Святителя и Чудотворца Николая
Село Каменское указано на плане Генерального межевания Борисоглебского уезда 1792 года. В 1825 году Борисоглебский уезд был объединён с Романовским уездом. По сведениям 1859 года село относилось к Романово-Борисоглебскому уезду.

## Население
| 1859 | 2002 | 2007 | 2010 |
| ---- | ---- | ---- | ---- |
| 82   | ↘5   | ↘3   | ↗4   |

По данным статистического сборника «Сельские населенные пункты Ярославской области на 1 января 2007 года», в деревне Каменское проживает 3 человека.